# Клайн-Меккельзен
Клайн-Меккельзен (нем. Klein Meckelsen) — община в Германии, в земле Нижняя Саксония.
Входит в состав района Ротенбург-на-Вюмме. Подчиняется управлению Зиттензен. Население составляет 960 человек (на 31 декабря 2010 года). Занимает площадь 14,58 км².
Коммуна подразделяется на 3 сельских округа.